# Бархатница Гошкевича
Бархатница Гошкевича (Neope goschkevitschii) — дневная бабочка из семейства бархатниц.

## Этимология названия
Вид был назван в честь Осипа Антоновича Гошкевича (1814—1875) — русского дипломата в Японии, известного востоковеда, либо в честь его супруги, которая и занималась сбором бабочек.

## Описание
Длина переднего крыла 32—37 мм. Размах крыльев 57—63 мм. Фоновый цвет крыльев желтовато-коричневый. На нем проходит широкая перевязь, состоящая из удлиненных пятен охристого цвета, особенно крупных на задних крыльях: посередине перевязи проходит цепь округлых пятен фонового цвета. Внутреннюю область переднего крыла «прорезают» светлые жилки. Окраска на нижней стороне крыльев — пёстрая. Внешний край крыльев слабо волнистый, центральный зубчик на заднем крыле несколько увеличен. Задние крылья с более тёмно-окрашенной внутренней частью, которая покрыта рисунком, состоящим из сливающихся ажурных пятен, и цепью небольших чёрных «глазков» с охристо-бежевой окантовкой. Основной отличительный признак вида - из трёх базальных пятен снизу задних крыльев, среднее смещено к заднему пятну, а не к переднему, иногда расположено посередине.

## Ареал и местообитание
Россия (Курильские острова — южная часть острова Кунашир) и Япония. Бабочки встречаются в редколесьях, на полянах, опушках вдоль приморских лугов. На Кунашире встречается значительно реже массовой бархатницы японской; основные популяции находятся на мысе Ивановский и южнее его.

## Биология
Развивается в одном поколении за год. Время лёта в июле — начале августа. Гусеница развивается на курильском бамбуке. Куколка светло-коричневого цвета с тёмными пятнами. Крепится на нижней стороне листа кормового растения. Зимует куколка.